# Ernst Karlberg
Ernst Wilhelm Ludvig Karlberg (Stockholm, 1901. október 12. – Stockholm, 1987. március 20.) olimpiai és világbajnoki ezüstérmes, Európa-bajnok svéd jégkorongozó.
Az 1924. évi téli olimpiai játékokon, jégkorongban a 4. lett a svéd csapattal. Első mérkőzésükön a svájciakat verték 9–0-ra, utána Kanadától kikaptak 22–0-ra, majd a csehszlovákokat verték 9–3-ra. Ezután jött a négyes döntő, ahol a kanadaiak elleni mérkőzés beszámított, így játszottak az amerikaiak ellen, ami 20–0-s vereség lett, majd a britek is megverték őket 4–3-ra.
Az 1928. évi téli olimpiai játékokra visszatért a jégkorongtornára és ezüstérmes lett a svéd csapattal. A B csoportba kerültek, ahol először a csehszlovákokat verték 3–0-ra, majd a lengyelekkel játszottak 2–2-es döntetlent. A csoportból első helyen tovább jutottak a négyesdöntőbe. Itt az első mérkőzésen 11–0-as vereséget szenvedtek a kanadaiaktól, Svájcot megverték 4–0-ra, végül a briteket 3–0-re. Az olimpia egyszerre volt világ- és Európa-bajnokság is. Így világbajnok ezüstérmes és Európa-bajnok lett.
Klubcsapata a Djurgårdens IF Hockey volt 1921 és 1932 között. 1926-ban svéd bajnok volt.